# Двінгело
Двінгело (нід. Dwingeloo, Нідерландською: [ˈdʋɪŋəloː]) — село в нідерландській провінції Дренте. Входить до муніципалітету Вестервелд.
Його площа становить 19,16 км², а населення станом на 2021 рік складало 2 580 осіб.
Перша згадка про населений пункт датується 1181 роком.
До 1998 року мало статус окремого муніципалітету. Відоме завдяки розташованому неподалік радіотелескопу Двінгело, за допомогою якого були зокрема відкриті дві карликові галактики, названі на честь села, — Двінгело 1 і Двінгело 2.

## Галерея

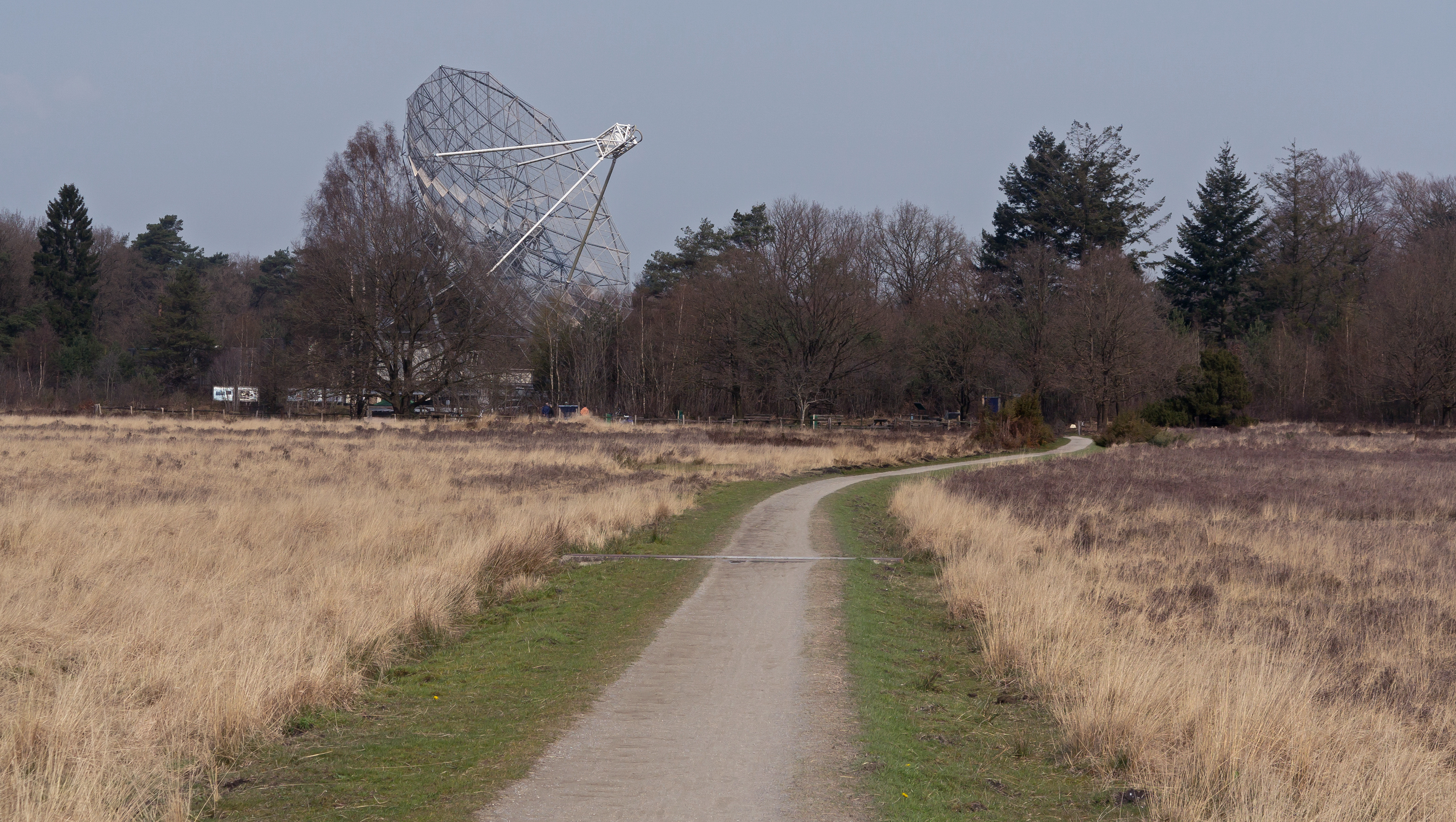
Радіотелескоп Двінгело
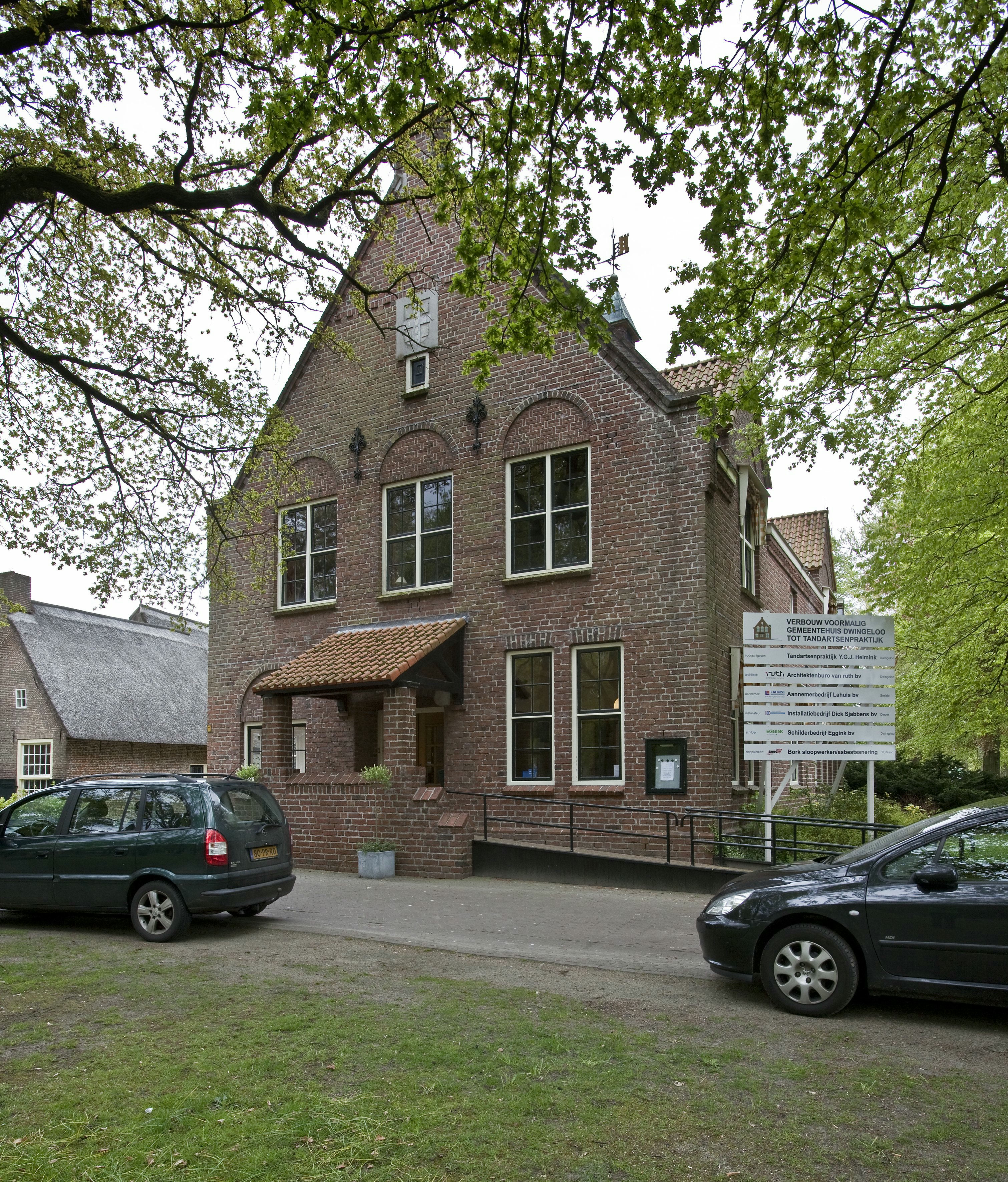
Будівля колишньої мерії
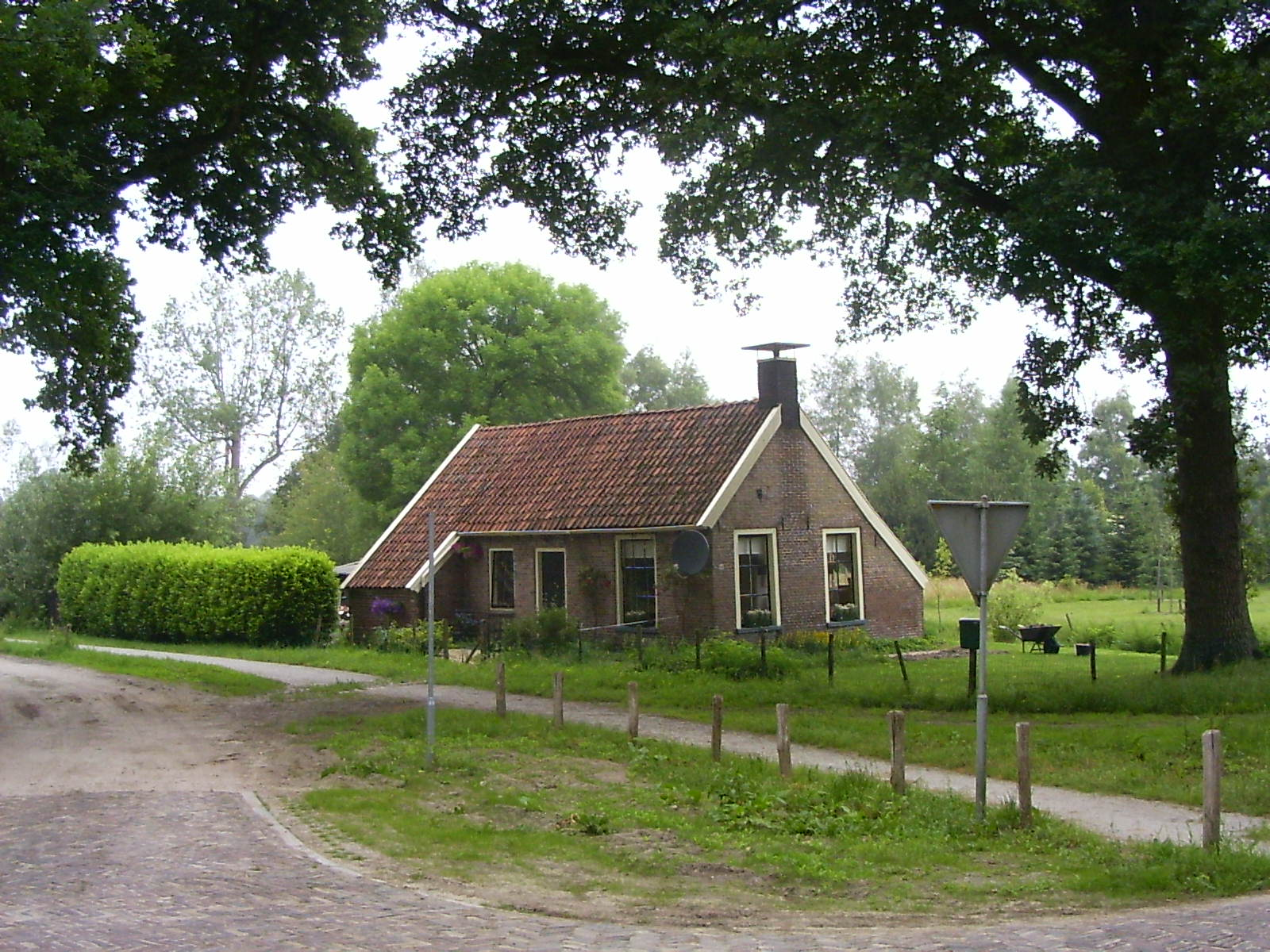
Ферма у селі
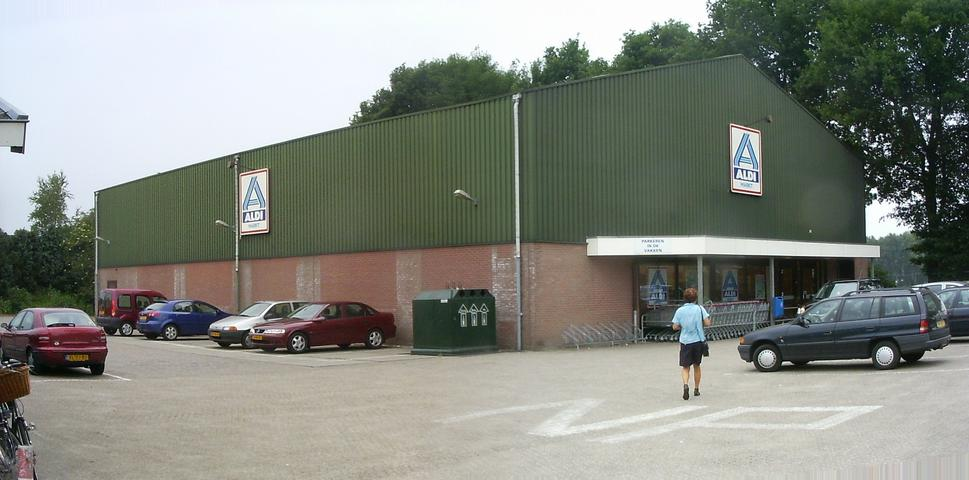
Супермаркет